# Seoni Malwa
Seoni Malwa là một thành phố và khu đô thị của quận Hoshangabad thuộc bang Madhya Pradesh, Ấn Độ.

## Nhân khẩu
Theo điều tra dân số năm 2001 của Ấn Độ, Seoni Malwa có dân số 26.195 người. Phái nam chiếm 52% tổng số dân và phái nữ chiếm 48%. Seoni Malwa có tỷ lệ 74% biết đọc biết viết, cao hơn tỷ lệ trung bình toàn quốc là 59,5%: tỷ lệ cho phái nam là 81%, và tỷ lệ cho phái nữ là 67%. Tại Seoni Malwa, 13% dân số nhỏ hơn 6 tuổi.